# Triều Dương, Trường Xuân
Triều Dương (tiếng Trung: 朝阳区, Hán Việt: Triều Dương khu) là một thị hạt khu (quận nội thành) của địa cấp thị Trường Xuân, tỉnh Cát Lâm, Trung Quốc. Quận này có diện tích 346 km2, dân số 710.000 người, mã số bưu chính 130012. Quận này được chia ra 11 nhai đạo, 2 trấn và 2 hương.